# Liste der Biografien/Schmid, N
Liste der Biografien |
Portal Biografien |
N Personensuche
# |
A |
B |
C |
D |
E |
F |
G |
H |
I |
J |
K |
L |
M |
N |
O |
P |
Q |
R |
S |
T |
U |
V |
W |
X |
Y |
Z |
?
 
Sa |
Sb |
Sc |
Sd |
Se |
Sf |
Sg |
Sh |
Si |
Sj |
Sk |
Sl |
Sm |
Sn |
So |
Sp |
Sq |
Sr |
Ss |
St |
Su |
Sv |
Sw |
Sy |
Sz
 
Sca–Sce |
Sch |
Sci–Scz
 
Scha |
Schc |
Schd |
Sche |
Schg |
Schi |
Schj |
Schk |
Schl |
Schm |
Schn |
Scho |
Schp |
Schr |
Schs |
Scht |
Schu |
Schv |
Schw |
Schy
 
Schma |
Schme |
Schmi |
Schmo |
Schmu |
Schmy
 
Schmic |
Schmid |
Schmie |
Schmig |
Schmik |
Schmil |
Schmin |
Schmir |
Schmis |
Schmit
 
Schmida |
Schmidb |
Schmide |
Schmidf |
Schmidg |
Schmidh |
Schmidi |
Schmidj |
Schmidk |
Schmidl |
Schmidm |
Schmidp |
Schmidr |
Schmids |
Schmidt |
Schmid, A |
Schmid, B |
Schmid, C |
Schmid, D |
Schmid, E |
Schmid, F |
Schmid, G |
Schmid, H |
Schmid, I |
Schmid, J |
Schmid, K |
Schmid, L |
Schmid, M |
Schmid, N |
Schmid, O |
Schmid, P |
Schmid, R |
Schmid, S |
Schmid, T |
Schmid, U |
Schmid, V |
Schmid, W |
Schmid, Y
Die Liste der Biografien führt alle Personen auf, die in der deutschsprachigen Wikipedia einen Artikel haben. Dieses ist eine Teilliste mit 10 Einträgen von Personen, deren Namen mit den Buchstaben „Schmid, N“ beginnt.

## Schmid, N

### Schmid, Na
- Schmid, Nathalie (* 1974), Schweizer Lyrikerin

### Schmid, Ni
- Schmid, Nicolas (* 1997), österreichischer Fußballspieler
- Schmid, Nicolaus Ehrenreich Anton (1717–1785), deutscher Goldschmied, Mechaniker und Autor
- Schmid, Nicole, deutsche Schauspielerin
- Schmid, Niklaus (* 1936), Schweizer Rechtswissenschafter
- Schmid, Niklaus (* 1942), deutscher Schriftsteller
- Schmid, Nikolaus (* 1976), Schweizer Schauspieler
- Schmid, Nils (* 1973), deutscher Politiker (SPD)Nils Schmid (* 1973)

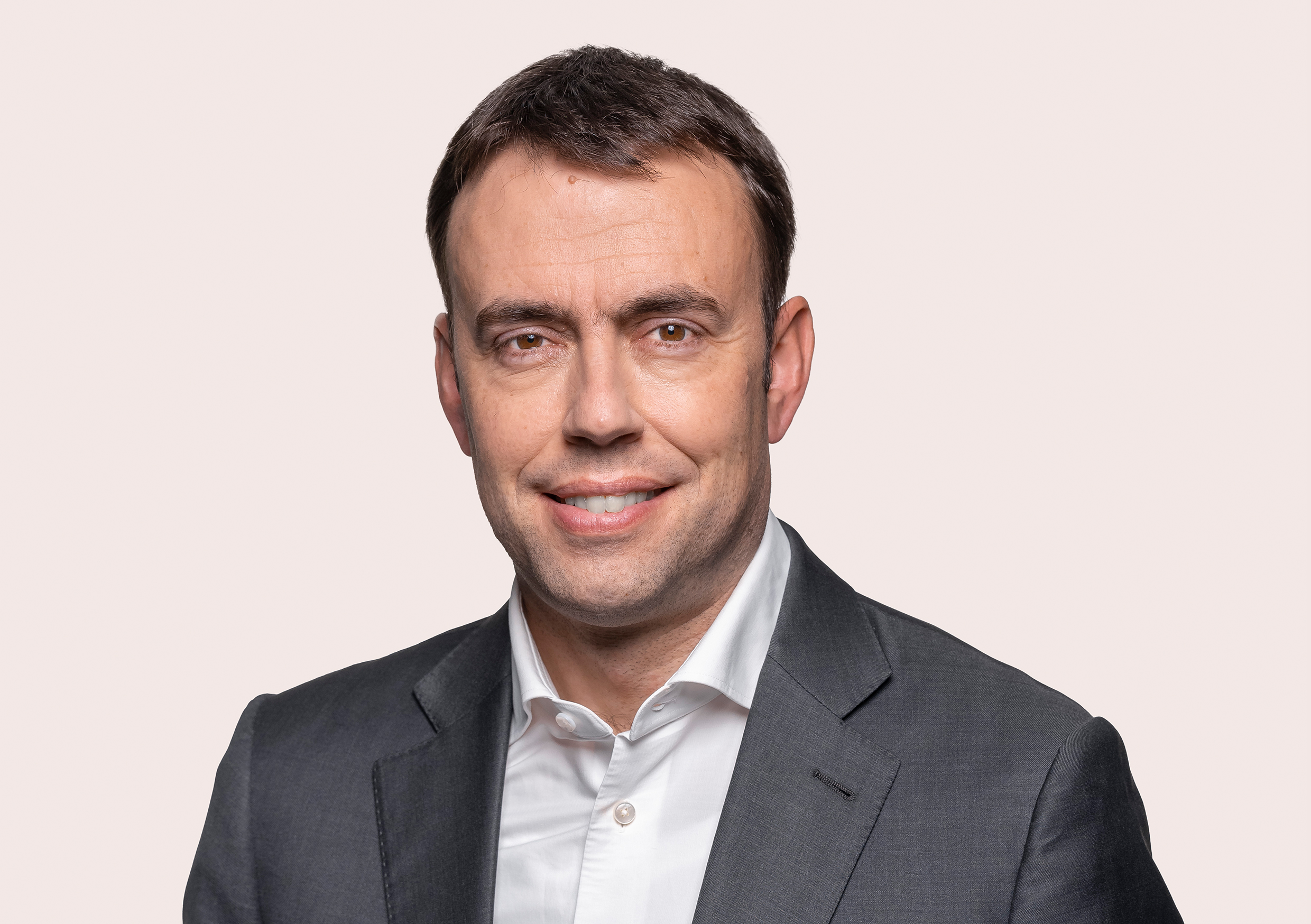
Nils Schmid (* 1973)

### Schmid, No
- Schmid, Nora (* 1978), Schweizer Dramaturgin und Intendantin der Oper Graz
- Schmid, Norbert (1939–1971), deutscher Polizist; erstes Mordopfer der RAF